# Вяленка
Вяленка — река в России, протекает по Ленинградской области.
Исток — в Гатчинском районе, юго-восточнее Дивенского. Течёт на юг, пересекает границу Лужского района. Устье реки находится в 3,6 км по левому берегу реки Лутинки. Длина реки составляет 8 км.

## Данные водного реестра
По данным государственного водного реестра России относится к Балтийскому бассейновому округу, водохозяйственный участок реки — Луга от в/п Толмачево до устья. Относится к речному бассейну реки Нарва (российская часть бассейна).
Код объекта в государственном водном реестре — 01030000612102000026084.